# Gargantilla (Toledo)
Gargantilla es una localidad española perteneciente al municipio de Sevilleja de la Jara, en la provincia de Toledo. En 2018 contaba con 85 habitantes.

## Historia
La localidad pertenece al término municipal toledano de Sevilleja de la Jara, en la comunidad autónoma de Castilla-La Mancha. En 2018 contaba con 85 habitantes. Aparece descrita en el octavo volumen del Diccionario geográfico-estadístico-histórico de España y sus posesiones de Ultramar de Pascual Madoz de la siguiente manera:

GARGANTILLA: alq. en la prov. de Toledo, part. jud. del Puente del Arzobispo, ayunt. y felig. de Sevilleja en el terr. de la Jara: todas sus circunstancias se comprenden en su matriz. (V.)
(Madoz, 1847, p. 315)